# سنجدک (تفتان)
سنجدک (تفتان)، روستایی از توابع بخش نوک‌آباد شهرستان تفتان در استان سیستان و بلوچستان ایران است.

## جمعیت
این روستا در دهستان اسکل آباد قرار دارد و براساس سرشماری مرکز آمار ایران در سال ۱۳۸۵، جمعیت آن ۳۷ نفر (۸خانوار) بوده‌است.